# Regitze Estrup
Regitze Estrup (født 1. august 1974) er en dansk skuespiller.
Hun er datter af hofjægermester Vilhelm Estrup. Estrup er uddannet på Michael Chekov Studio, Aarhus, i 1996. Hun har dannet par og været gift med dramatiker og forfatter Jokum Rohde. Sammen har de to børn, Jonathan og Molly.

## Filmografi
- Idioterne (1998)
- Fruen på Hamre (2000)
- Far til fire - gi'r aldrig op (2005)

### Tv-serier
- Pas på mor (1998-1998)
- Ørnen (2004)
- Forbrydelsen (2007)
- Broen (2018)
- Den som dræber (2019)